# Бут, Франклин
Франклин Бут (англ. Franklin Booth, 18 июля 1874 — 25 августа 1948) — американский художник, известный своими подробными иллюстрациями, выполненными пером и тушью. У него был уникальный стиль иллюстраций, основанный на раннем воссоздании гравюр на дереве с помощью пера и чернил. Мастерство графика и стиль сделали его популярным иллюстратором журналов в начале XX века. Он был одним из первых современных дизайнеров экслибрисов в Соединённых Штатах.
Используя акварель, Бут создавал книжные иллюстрации, одним из самых известных примеров являются иллюстрации к «Летающим островам ночи» Джеймса Уиткомба Райли. Во время Первой мировой войны он создавал плакаты для вербовки, сбора средств и других нужд. Когда иллюстрации в стиле ар-деко стали популярными, его работы в последние годы можно было встретить в коммерческих изданиях и каталогах. Хотя в какой-то момент своей карьеры он «до некоторой степени верил в школы», он стал одним из основателей Художественного института Феникса и был там преподавателем в течение 21 года. Он был введён в Зал славы Общества иллюстраторов.